# Флаг на въоръжените сили
Флагът на въоръжените сили (флаг на армията, щандарт, военен флаг, флаг на въоръжените сили) е символ на въоръжените сили на държава или политическа група.
Често е вариант на държавнито знаме, който е предназначен за използване от въоръжените сили на страната на суша. Морският еквивалент е военноморският флаг. Във въоръжените сили на много страни е символ на чест, доблест, бойна слава и продължване на бойните традиции.

## История
Бойните знаци се използват като минимум започвайки от бронзовия век. Думата щандарт произхожда от древнофранкското название на бойния знак (не задължително флаг).
Използването на флагове в качеството на бойни знази, повидимо, започва през железния век в Средна Азия, Китай или Индия В Персия на Ахеменидите всяка дивизия има свое собствено знаме. Бойните знаци древността получават названието „вексилоиди“, т.е. „подобни на флага“ (от на латински: vexillum – флагът на римската кавалерия). Към вексилоидите се отнасят, например, орлите и вексилумите на римските легиони или драконариите на древните Сармати.
Използването на флагове, като бойни знаци, широко се разпространява през Средновековието едновременно с хералдическите знаци върху щитовете на рицарите. По същото време се развива и използването на морските флагове. В средневековна Япония флаговете сашимоно са принадлежност на всеки пехотинец.
Някои средновековни свободни градове или комуна нямат гербове и използват военни флагове, които не са свързани с хералдиката. Същото се касае и за болшинството флагове на въоръжените сили в съвремието.
В Древна Русия военното знаме се нарича стяг и е във вид на прът със закрепен на него кичур конски влакна, клинообразно парче ярка тъкан, фигурка на животно или друг предмет, който се вижда добре отдалеч.
По-късно на стяговете започват да се закрепват големи парчета тъкан с ярък цвят и с клиновидна форма. На горния край на стяга се поставя метално острие. На платното се извезва изображението на Светия кръст, под острието се завърва ярка лента.

## Съвременни флагове

### Въоръжени сили
- Флаг Въоръжени сили на Сърбия, лицева страна
- Флаг на въоръжените сили на Сърбия, обратна страна
- Флага на Народно-освободителната армия на Китай
- Флаг на Въоръжени сили на Грузия
- Флаг на Въоръжени сили на Украйна
- Флаг на Въоръжени сили на Беларус
- Военния флаг на Боливия
- Военния флаг на Бруней
- Военния флаг на Канада
- Флага на въоръжените сили на Молдавия
- Военния флаг на Мианмар
- Военния флаг на Португалия
- Военния флаг на Шри Ланка
- Военния флаг на Великобритания (съотношение на страните 3:5)

### Сухопътни войски
- Флага на СВ на Руската Федерация
- България
- КНР
- Тайван
- Индия
- Флага на Сухопътните сили за самоотбрана на Япония
- Грузия
- Украйна
- Полша
- Унгария
- Малайзия
- Миянмар
- КНДР
- Пакистан
- Южна Корея
- Тайланд
- Турция
- Великобритания
- Виетнам

### Военноморски сили
- Русия
- България
- КНР
- Тайван
- Индия
- Япония
- Грузия
- Украйна
- Полша
- Финландия
- Перу
- Сингапур
- Швеция
- Казахстан
- САЩ
- Виетнам
- Германия
- Естония
- Саудитска Арабия

### Военновъздушни сили
- Русия
- КНР
- Тайван
- Индия
- Япония
- Грузия
- Украйна
- Полша
- САЩ
- Виетнам
- Беларус

### Други флагове
- Държавен, военен и военноморски флаг на Дания
- Правителствен, военен и военноморски флаг на Германия
- Правителствен, военен и военноморски флаг на Исландия
- Правителствен, военен и военноморски флаг на Норвегия
- Национално знаме на Филипините във военно време

## Любопитни факти
- Бойният знак на османските еничари не флаг, а котел за варене на месо (казан). Всеки корпус има голям бронзов котел; собствен, неголям котел, има всеки отряд. По време на поход казанът се носи отпред. Изгубването на котела, особено на бойното поле, се счита за най-голям позор[4].
- В Третия Райх е разработен военен и административен флаг за немските антарктически територии. Официално претенциите към тази територия не са свалени и затова официално този флаг със свастика още може да се използва от немските военни.
- Флагът на Филипините е единственният в света флаг който се обръща „с главата надолу“ (червената лента да се пада отгоре) по време на война.